# Phineas Hitchcock
Phineas Hitchcock (New Lebanon, 1831. november 30. – Omaha, 1881. július 10.) az Amerikai Egyesült Államok szenátora (Nebraska, 1871–1877).